# Distrito de Capira
El Distrito de Capira es una de las divisiones que conforman la Provincia de Panamá Oeste, situada esta en la República de Panamá.

## Etimología
El término "Capira" parece ser que procede del nombre de un caciqué de una región en el área donde actualmente se enclava el distrito de Capira 
pero que, además, se extendía desde lo que hoy es el área de La Chorrera hasta lo que actualmente es la provincia de Coclé, abarcando parte de ésta. Ciertas fuentes citan a Capira no como un cacique, sino como un guerrero indígena que, al igual que el cacique, hubo de ser el dominador del área en una época pasada.[cita requerida]
Sin embargo, acercándonos a los más concretos que registra el dato histórico y no la leyenda o la tradición, vemos ciertos planos de vieja data, en la cual se distinguen en el fondo del litoral, del golfo de Panamá, la existencia de un pueblo de Capira y el río Perequeté.
Estos planos reposan en los Archivos Nacionales. En el que se puede observar un pueblo denominado “La Capireja” y río inmediato denominado Perequeté de la prosa del eximio poeta capireño Julio R. Martínez (Q. E. P. D.) surge con caracteres definidos la figura del Cacique Capira valiente exponente de la raza india, quien sin menos gloria de algunos de su época defendió, después de las invasiones, las tierras de su comprensión en las Riberas del Cerro Trinidad. 
Así el nombre de Capira cobra su fisionomía histórica a raíz de los hechos o casos que se conocen por tradición o documentación fehaciente, hechos estos que tienen que procurarse y sobrepasarse para la integración histórica, un tanto diluido. 
Capira, antes de convertirse en un distrito fue una parroquia o cantón de la Chorrera, según el régimen administrativo que precedió su erección.

## Reseña histórica
Capira fue fundada como Distrito el 12 de septiembre de 1855. El 12 de septiembre es una fecha histórica que gravitan en la vida y la fisionomía de la municipalidad. Muy poco se ha recogido como elementos del juicio histórico, por la Vía de la tradición y documentación gráfica que nos llevan a presentar su poca reseña histórica. Capira fue fundada mediante ley didáctica por la Legislación del Estado Soberano de Panamá.
Situado en un llano muy cercano del río de su nombre, el pueblo de Capira, lleva su nombre indígena significativo de “Tierras Cálidas Ardientes” expresión que describe el clima caluroso que predomina en la región, y vendedor del corsario inglés Francisco Drake en su intentos de conquista. 
El pueblo de San Isidro de Quiñones de Capira, fue fundada en 1628 por órdenes del presidente de la Real Audiencia de Panamá, don Alvar Quiñones de Osorio, quien deseaba concentrar en el lugar a los indios Codes. En 1855 durante la Época Federal de Panamá, por Ley de 12 de septiembre Capira se convirtió en Distrito.
Durante la guerra de los Mil Días, Capira con Victoriano Lorenzo a la cabeza se convirtió en campo de Correrías del guerrillero, pasado el conflicto, y ya en la era Republicana Capira demostró pujante crecimiento económico; mas en 1941, el Distrito fue eliminado, y surgió en su lugar el de Bejuco que duró hasta 1945.
Han surgido varias escuelas e incluso muestra hoy orgulloso el colegio secundario el Instituto Profesional y Técnico de Capira que ofrece a toda la juventud las armas para triunfar en el apero camino de la vida. 
Sea un documento completo, al menos resulta un esfuerzo en la búsqueda de aspectos conocidos de nuestra historia.
He aquí la Reseña Histórica de Capira, como una contribución a la investigación y el análisis que caracterizó a don Alfredo Revello, personas que no solo dedicó parte de su existencia a la superación del distrito sino que se ocupó de su historia una de sus contribuciones y que se debe servir de émulo a nuestros hombres de hoy en su obra o en un panfleto mimeografiado, guardado en los archivos del Consejo Municipal, que se intitula “Historia de Una Bandera”.
Capira, es el nombre que se distingue en la entidad política con autonomía y una jurisdicción territorial denominada distrito. Esta entidad denominada distrito de Capira fue creada el 12 de septiembre de 1855, mediante ley, dictada por la legislación del estado soberano de Panamá. Se conoce como el primer alcalde con tal motivo fue Don Nicolás Salcedo.

## División político-administrativa
El distrito está conformado por los siguientes corregimientos, trece en total:
- Capira
- Caimito
- Campana
- Cermeño
- Cirí de Los Sotos
- Cirí Grande
- El Cacao
- La Trinidad
- Las Ollas Arriba
- Lídice
- Villa Carmen
- Villa Rosario
- Santa Rosa

## Geografía
El Distrito de Capira está ubicado al centro-oeste de la provincia de Panamá Oeste; lo atraviesa la carretera interamericana.
- Al norte: con la provincia de Coclé y Colón.
- Al sur:  con el Océano Pacífico.
- Al este: con el distrito de La Chorrera.
- Al oeste: con el distrito de Chame y la provincia de Coclé.

## Cultura
Capira es un distrito multicultural donde convergen inmigrantes de las provincias de Los Santos, Herrera, Veraguas en mayor escala adquiriendo de esta manera patrones culturales y folclóricos de estas regiones como el tamborito y la vistocidad de sus carnavales.

## Economía
Capira posee una de las producciones más grandes de Panamá Oeste con respecto a la agricultura, también, esta posee una gran potencia en el tema de entidades empresariales que son de gran importancia, entre ellas se puede encontrar:
- Cemex: Empresa Privada especializada en la producción y distribución de Cemento, Agregados y concreto tanto nacional como internacional
- Embotelladora de agua AQUAÇAI (en latín literalmente 'agua': [pronunciación: acqua] + portugués: [pronunciación: asa'i]): Empresa especializada en embotellamiento de agua mineral artesiana natural para la exportación con cobertura a nivel nacional.
- Grupo Riba Smith: Empresa enfocada en distribución de alimentos, siendo una de las cadenas de supermercados más grandes en Panamá.
- Autodrómo Panamá: Pista de carreras terminada en 2024 recibida muy bien por la población panameña